# 張撫
張撫（1427年—1507年），字世安，陝西鳳翔府寶雞縣人，民籍。明朝政治人物。同進士出身。
陝西鄉試第三十七名。成化八年（1472年）壬辰科進士，由刑部主事進員外郎、郎中，出為四川按察副使，進湖廣按察使，遷雲南貴州布政使。歷南太僕寺卿，官終南刑部侍郎，享年八十一。
曾祖父張好禮。祖父張榮，曾任醫學訓科。父亲張聰，曾任醫學訓科。